# Синдром дырявого кишечника
«Синдром дырявого кишечника» — непризнанное с научной точки зрения состояние, якобы вызывающее широкий спектр заболеваний, включая синдром хронической усталости, ревматоидный артрит, волчанку, мигрени, рассеянный склероз и аутизм. В отличие от научного признанного состояния повышенной кишечной проницаемости, утверждения о существовании «синдрома дырявого кишечника» как отдельного заболевания исходят от сомнительных практиков альтернативной медицины. Лица, утверждающие о существовании такого синдрома, часто продвигают сомнительные пищевые добавки, пробиотики и диеты, зачастую с недоказанной эффективностью и безопасностью.